# 種梅村
種梅村（たねうめむら）は、秋田県山本郡にあった村。現在の能代市二ツ井町種、二ツ井町梅内にあたる。

## 地理
- 山：小滝山、大倉山
- 河川：米代川、種梅川

## 歴史
- 1889年（明治22年）4月1日 - 町村制の施行により、種村、梅内村の区域をもって発足。
- 1955年（昭和30年）3月25日 - 二ツ井町・荷上場村・富根村と合併し、改めて二ツ井町が発足。同日種梅村廃止。
- 2006年（平成18年）3月21日 - 二ツ井町が能代市と合併し、改めて能代市が発足。

## 交通

### 道路
現在は旧村域を国道7号二ツ井バイパスが通過するが、当時は未開通。